# پاشلک آمریکای جنوبی
پاشلک آمریکای جنوبی (نام علمی: Gallinago paraguaiae) نام یک گونه از تیره آبچلیک است.